# Barbu Dănescu
Barbu Dănescu (n. 3 martie 1951 - d. 9 iulie 2013) a fost un politician român, primul primar al municipiului Constanța de după căderea comunismului în România.
A fost și primul președinte al Consiliului Provizoriu de Uniune Națională Constanța.
A murit pe 9 iulie 2013, când a salvat cu prețul vieții doi copii de la înec.